# Sinotibetské jazyky
Sinotibetské jazyky (tibeto-čínské jazyky) jsou jednou z jazykových rodin, která je rozšířena hlavně na území východní a jihovýchodní Asie, zejména Číny a sousedních zemí. Kromě toho jsou rozšířené v dalších částech světa jako menšinové jazyky, zejména ve velkoměstech. V počtu mluvčích se jedná o druhou největší jazykovou rodinu světa, po jazycích indoevropských, a zahrnuje až přibližně 400 jazyků. Sinotibetské jazyky vznikly přibližně před 6000 lety.
Složení a dělení této skupiny je poněkud nejasné a její vnitřní struktura není obecně ustálená.
Názory jazykovědců se liší v řadě okolností, např.:
- které jazyky a jazykové větve sem ještě řadit (až po např. jihohimálajské, sibiřské, polynéské nebo indiánské jazyky, baskičtina ?),
- kritéria příslušnosti do rodiny a větví – zda příbuznost slov, gramatika, tónový systém,
- sám název (zdůraznění čínštiny a tibetštiny, návrhy např. transhimálajské jazyky),
- společný původ rodiny a jejích větví – jejich příbuznost.

V minulosti sem byly řazeny například i jazyky hmong-mienské a tajsko-kadajské, které jsou výrazně ovlivněny čínštinou. Sama čínština tvoří samostatnou větev a její nářečí, v mluvené formě vzájemně nesrozumitelná, jsou fakticky samostatné jazyky a čínština je spíše jazykovou větví, než jazykem.

## Dělení
- čínské jazyky (čínština) (1,17 miliard mluvčích)
  - severočínské dialekty
    - standardní čínština
    - ťinština

  - jazyky wu
    - šanghajština
    - hui

  - kantonština
    - pinghua

  - tchajwanština (min-nan)
  - xiang
  - hakka
  - gan
- tibetobarmské jazyky
  - kamarupanské jazyky
  - himálajské jazyky
  - qiangské jazyky
  - jingpho-nungsko-luské jazyky
  - lolo-barmsko-naxské jazyky
  - karenské jazyky
  - baiština